# Freulepartij

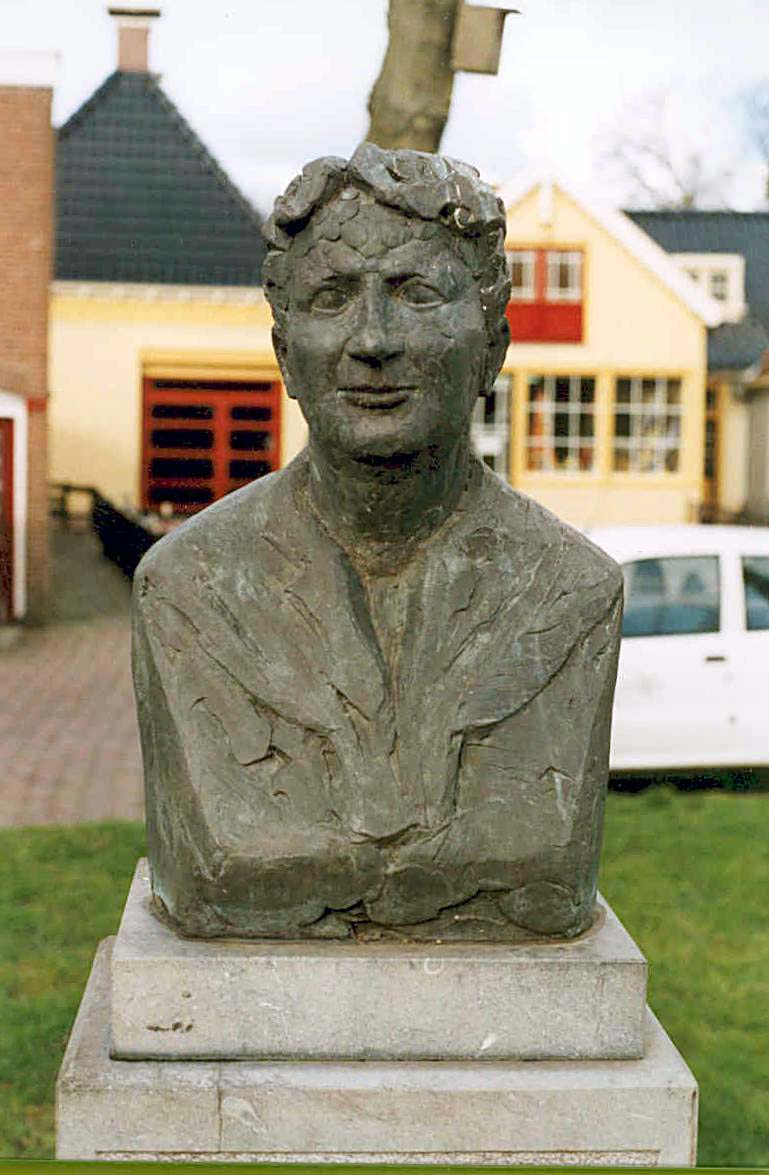
Beeld van Clara de Vos van Steenwijk in het centrum van Wommels

De Freulepartij in Wommels is de belangrijkste kaatspartij voor jongens van 14 tot 16 jaar. De partij is voor het eerst gespeeld in 1903.
De deelname aan deze partij staat open voor jongensparturen van afdelingen van de KNKB. Elke afdeling mag maximaal een partuur naar de Freule afvaardigen.
Winnaars van de Freulepartij zijn, ook al vallen de jongens nog in de goede leeftijdsklasse, verder uitgesloten van deelname. Er komen ieder jaar ongeveer 4.500 tot 5.000 bezoekers naar deze kaatspartij in Wommels. 
De winnaars ontvangen een gouden horloge. Het partuur van Oosterlittens (Hendrik van der Feer en de broers Thomas en Sijtse van Buren) won de eerste Freulepartij. In 1920 won voor het eerst een partuur uit Wommels, Reimer Boersma, Eeuwke de Groot en Jaap Krips. 
In 2018 werd de partij gewonnen door de partuur van Anjum, bestaande uit Gerwin Dijkstra, Gerrit Dijkstra en Sytse Koree. In 2019 werd de partij gewonnen door het partuur van Winsum, bestaande uit Gosse de Haan, Hessel Postma en Jelke Greidanus. De winst ging in 2022 naar Folkert Jelmer Visser, Douwe Dijkstra en Johan Sipma uit Morra-Lioessens.
Freule Clara de Vos van Steenwijk (Zwolle, 1869 - Vancouver, 1960) vond kaatsen een gezonde bezigheid voor jongens. Ze stelde in 1902 een fors bedrag beschikbaar voor een jaarlijkse jongenskaatspartij in Wommels. Tot 1981 vonden de wedstrijden plaats op de terp, sindsdien op het kaatsveld.